# الکساندر پریوالوف
الکساندر پریوالوف (روسی: Александр Васильевич Привалов؛ ۶ اوت ۱۹۳۳ – ۱۹ مهٔ ۲۰۲۱) ورزشکار دوگانه اهل اتحاد جماهیر شوروی سوسیالیستی بود.
وی همچنین برندهٔ جوایزی همچون نشان پرچم سرخ کار شده‌است یکی از برجسته‌ترین و موفق‌ترین ورزشکاران دوران خود بود. او در رشته‌های وزنه‌برداری و والیبال فعالیت می‌کرد و توانست در هر دو رشته به دستاوردهای چشمگیری دست یابد.
پریوالوف به عنوان یک ورزشکار بسیار توانمند و با استعداد شناخته می‌شد. او در رشته وزنه‌برداری در ردهٔ وزنه‌های سبک به عنوان یکی از بهترین‌ها شناخته می‌شد و تعداد زیادی مدال طلا و نقره از مسابقات بین‌المللی به خود اختصاص داد. همچنین، در والیبال نیز به عنوان یک بازیکن برجسته و تاثیرگذار شناخته می‌شد و توانست با تلاش‌های فراوان به تیم ملی شوروی کمک کند.
پریوالوف به عنوان یک نمونه الگو برای ورزشکاران جوان شناخته می‌شد و تاثیر بزرگی بر رشد و پیشرفت ورزش در کشور خود داشت. او با استعداد، تلاش، و تعهد خود به ورزش، نشان داد که با تلاش و کارآفرینی می‌توان به دستاوردهای بزرگ دست یافت.